# Hopea micrantha
Hopea micrantha är en tvåhjärtbladig växtart som beskrevs av Joseph Dalton Hooker. Hopea micrantha ingår i släktet Hopea och familjen Dipterocarpaceae. IUCN kategoriserar arten globalt som akut hotad. Inga underarter finns listade i Catalogue of Life.